# Cosma Raimondi
Cosma Raimondi (Cremona, 1400 – Avignone, 1435) è stato un umanista italiano.
Divenne celebre per aver decifrato il manoscritto dell'Orator di Marco Tullio Cicerone.
Fu vicino alla filosofia di Epicuro, come ci testimoniano le sue Epistole; si tolse la vita nel 1435 ad Avignone.